# Kaňovice (district de Zlín)
Pour les articles homonymes, voir Kaňovice.
Kaňovice (en allemand : Kanowitz, précédemment : Kaniowitz) est une commune du district et de la région de Zlín, en Tchéquie. Sa population s'élevait à 282 habitants en 2020.

## Géographie
Kaňovice se trouve à 14 km au sud-est de Zlín, à 81 km à l'est-sud-est de Brno et à 259 km au sud-est de Prague.
La commune est limitée par Hřivínův Újezd au nord, par Ludkovice à l'est, par Biskupice au sud, par Dobrkovice et Velký Ořechov à l'ouest.

## Histoire
La première mention écrite du village date de 1362.

## Transports
Par la route, Kaňovice se trouve à 13 km d'Uherský Brod, à 17 km de Zlín, à 95 km de Brno et à 317 km de Prague.